# Eulecanium kuwanai
Eulecanium kuwanai är en insektsart som beskrevs av Hiroshi Kanda 1934. Eulecanium kuwanai ingår i släktet Eulecanium och familjen skålsköldlöss. Inga underarter finns listade i Catalogue of Life.